# Juozas Bartašiūnas
Juozas Bartašiūnas (ur. 12 lipca 1895 w Diržiai w powiecie poniewieskim (obecnie okręg poniewieski) w guberni kowieńskiej, zm. 25 sierpnia 1972 w Wilnie) – Litwin, funkcjonariusz radzieckich organów bezpieczeństwa, generał major.
Od grudnia 1912 pracował jako sztauer w porcie w Rydze, w maju 1915 został powołany do rosyjskiej armii, służył w guberni smoleńskiej i inflanckiej, a od kwietnia 1916 do stycznia 1918 na froncie niemieckim. Następnie po demobilizacji wstąpił w Moskwie do pułku strzelców łotewskich Armii Czerwonej, od czerwca do sierpnia 1918 służył na Froncie Wschodnim wojny domowej w Rosji, po czym został politrukiem kompanii w pułku strzelców łotewskich na Froncie Zachodnim i następnie Południowym, od listopada 1920 do czerwca 1921 był politrukiem w guberni chersońskiej. Od czerwca 1921 pracował w organach gubernialnej Czeki w Smoleńsku, następnie pełnił funkcje w organach OGPU Zachodniego Okręgu Wojskowego i Białoruskiego Okręgu Wojskowego i w Wojskach Pogranicznych OGPU na radzieckiej Białorusi oraz w wojskach NKWD Nadbałtyckiego Okręgu Wojskowego. 26 marca 1936 otrzymał stopień pułkownika.
Członek RKP(b)/WKP(b) od 1919, w latach 1940-1941 szef Wydziału Specjalnego NKWD 29 Korpusu Piechoty, od 1941 do 1944 szef Wydziału Specjalnego NKWD/Wydziału Kontrwywiadowczego 16 Dywizji Piechoty. 14 lutego 1944 mianowany pułkownikiem bezpieczeństwa państwowego, a 22 września 1944 komisarzem bezpieczeństwa państwowego, od 10 lipca 1944 do 16 marca 1953 ludowy komisarz/minister spraw wewnętrznych Litewskiej SRR. Od 9 lipca 1945 generał major. Kierował działaniami aparatu bezpieczeństwa i wojsk NKWD w zwalczaniu antykomunistycznego i antysowieckiego podziemia (także polskiego) na terenie Litewskiej SRR. Od 30 grudnia 1944 do 15 lutego 1949 członek Biura Politycznego KC Komunistycznej Partii (bolszewików) Litwy, od 19 lutego 1949 do 22 września 1952 zastępca członka Biura Politycznego KC KP(b)L/KPL. 30 maja 1953 zakończył służbę w organach bezpieczeństwa. Był deputowanym do Rady Najwyższej ZSRR 2 kadencji.

## Odznaczenia
- Order Lenina (dwukrotnie - 12 maja 1945 i 19 lipca 1949)
- Order Czerwonego Sztandaru (pięciokrotnie - 3 października 1944, 3 listopada 1944, 31 maja 1945, 24 sierpnia 1949 i 30 stycznia 1951)
- Order Wojny Ojczyźnianej I klasy (trzykrotnie - 3 sierpnia 1943, 8 marca 1944 i 8 kwietnia 1947)
- Order Czerwonego Sztandaru Pracy (20 lipca 1950)
- Order Czerwonej Gwiazdy (14 lutego 1936)
- Odznaka "Zasłużony Funkcjonariusz NKWD" (22 marca 1946)

I medale.